# Élections législatives mauriciennes de 1982
Les élections législatives mauriciennes de 1982 se déroulent le 11 juin 1982 à Maurice.

## Présentation
360 candidats représentent 22 partis lors de ce scrutin. Le scrutin voit une victoire écrasante pour l'alliance composée du mouvement militant mauricien et du parti socialiste mauricien qui remportent les 60 sièges mis en jeu sur l'Île Maurice. À Rodrigues, l'organisation du peuple rodriguais remporte les deux sièges mis en jeu. Enfin quatre sièges sont désignés par la commission électorale selon le système "Best loser" (en théorie huit devaient l'être selon ce système). Le succès électoral du mouvement militant mauricien permet à Anerood Jugnauth de remplacer Seewoosagur Ramgoolam au poste de premier ministre et de former un gouvernement.